# وورتزیت
وورتزیت  (به انگلیسی: Wurtzite) با فرمول شیمیایی ZnS از مجموعه کانی هاست و از اسم یک شیمیدان فرانسوی Ch.Wurtz گرفته شده حل شونده در HCl وHNO3 Zn:۶۷٫۰۶٪  S:۳۲٫۹۴٪  همراه با Fe,Cd برای اولین بار در مجارستان کشف شد و از نظر شکل بلور: پیرامید ورقه‌ای (اهرم ورقه‌ای)، رنگ: قهوه‌ای روشن تا قهوه‌ای تیره، شفافیت: نیمه شفاف - کدر(اپاک)، شکستگی: ناصاف، جلا: الماسی، رخ: خوب - در سطح و، سیستم تبلور: هگزاگونال و در رده‌بندی سولفور است  و منشأ تشکیل آن هیدروترمال است.
همایند کانی‌شناسی (پارانژ) آن هوبنریت- گالن- اسفالریت- کالکوپیریت و... است
، از نظر ژیزمان بلور- آگرگات نسبتاْ کمیاب است و بیشتر در چک اسلواکی، آلمان غربی، رومانی، روسیه، یونان، آمریکا و پرو یافت می‌شود.

## منبع
- پردیس کشاورزی ایران